# Huang Chunming

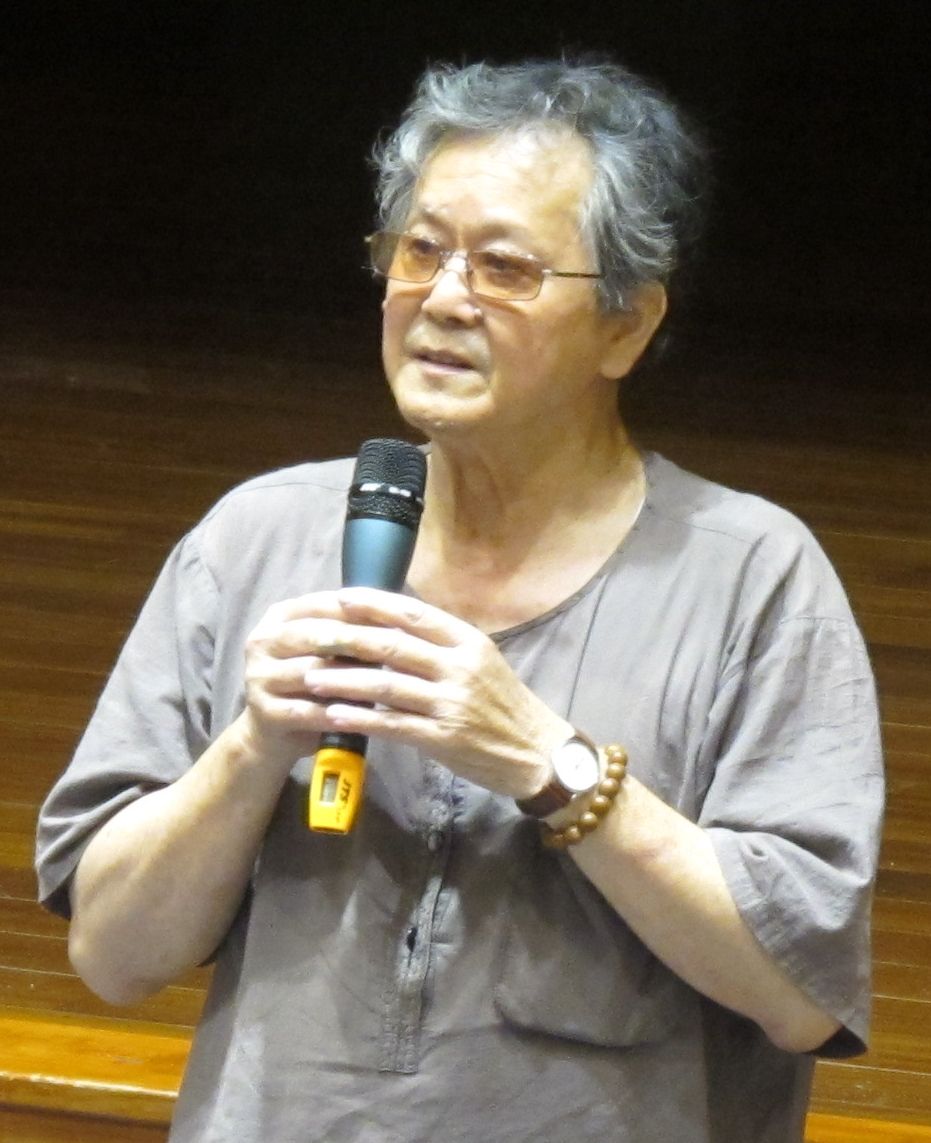
Huang Chunming, 2010

Huang Chunming (chinesisch 黃春明, Pinyin Huáng Chūnmíng, W.-G. Huang Ch'un-ming, Pe̍h-ōe-jī Ûinn Chhun-bêng, auch: N̂g Chhun-bêng; geboren am 13. Februar 1935 in der taiwanischen Provinz Taihoku) ist ein chinesischsprachiger Autor u. a. von Romanen, Gedichten, Kinderliteratur und Essays.

## Leben
Huang Chunming kam in der damaligen Präfektur Taihoku Taiwans (derzeit: Luodong im Landkreis Yilan südöstlich von Taipei) als ältester Sohn von fünf Kindern zur Welt. Als er acht Jahre alt war, starb seine Mutter. Nach mehreren Schul- und Universitätswechseln macht er schließlich an der „National Pingtung University of Education“ im Süden Taiwans (jetzt „National Pingtung University“, NPTU) seinen Abschluss und arbeitet für einige Jahre als Lehrer. Nach Absolvierung des Militärdienstes, der Heirat 1966 mit Lin Meiyin (林美音,  Lín Měiyīn), mit der er zwei Söhne hat, und der Übersiedlung nach Taipei geht er verschiedensten Berufen nach, wodurch er einerseits Einblick in Lebensführung und Lebensgefühl aller Bevölkerungsschichten bekommt, andererseits aber auch in manchen Augen despektierlich erschien. Huang gilt als einer der wichtigsten und populärsten Autoren Taiwans und als Hauptrepräsentant der Heimatliteratur (鄉土文學,  xiāngtǔ wénxué), die Ende der 1960er und in den 1970er Jahren die literarische Szene in Taiwan beherrschte. In den 1990er Jahren gründete er die Huang's Big Fish Children's Theater Troupe (黃大魚兒童劇團,  huáng dàyú értóng jùtuán), mit der er durch das Land reiste, sowie später in Yilan, seinem Heimatort, die Zeitschrift Neun Kurven, achtzehn Biegungen (九彎十八拐,  jiǔwān shíbāguǎi), die er mit eigenen Collagen illustriert. In den 2010er Jahren betrieb er dort ein Literatur-Café.

## Werke
Huang Chunmings literarische Karriere wurde früh von westlichen Autoren wie Anton Chekhov, Ernest Hemingway, Mark Twain, William Faulkner geprägt, aber auch von Kurzgeschichten von Shen Congwen. Seine Werke zeugen vom Verständnis für das Leben der kleinen Leute, der Benachteiligten und Außenseiter, der Opfer der Geschichte und, ab den 1980er Jahren, der vom Wirtschaftswunder Zurückgelassenen sowie vom Gefühl der Entfremdung einer Bevölkerung, die sich in einer Identitätskrise befindet. Seine erste Kurzgeschichte, Der Sohn des Straßenkehrers (清道夫的孩子,  qīngdàofū de háizi), veröffentlichte er bereits 1956. Einen literarischen Höhepunkt erreichten seine Kurzgeschichten und Romane der sogenannten Heimatliteratur in den 1960er und 1970er Jahren. Einige seiner Erzählungen sind verfilmt worden, so drei seiner Geschichten als The Sandwich Man von 1983, ein Film, der als einer der ersten Filme des Taiwan New Cinema gilt. Er veröffentlichte viele seiner damaligen Erzählungen in der 1966 gegründeten Zeitschrift Literature Quarterly (文學季刊,  wénxué jìkān).

## Werke in deutscher Übersetzung
- 1986: Kasper für den Sohn. In: Kuo Heng-yü (Hrsg.): Der ewige Fluß – Chinesische Erzählungen aus Taiwan. Minerva Publikation Saur, München, ISBN 978-3-518-11129-1, S. 195–219 (chinesisch: 兒子的大玩偶,  érzi de dàwán'ǒu. 1968. Übersetzt von Hsü Hsiu-mei).[4]
- 1999: Huang Chunming: Sayonara – Auf Wiedersehen. projekt verlag, Bochum 1999, ISBN 3-89733-041-5 (chinesisch: Auswahl aus 我愛瑪莉,  wǒ ài mǎlì – „Ich liebe Mary“ (1979) und 青番公的故事,  Qīng Fānggōng dì gùshì – „Geschichten von Qing Fanggong“ (1985). Übersetzt von Wolf Baus, Charlotte Dunsing und Barbara Kauder, mit einem Vorwort von Wolf Baus).[5]
- 2000: Der Fisch. In: Hefte für Ostasiatische Literatur. Nr. 28 (Mai 2000). Iudicium Verlag, München, S. 68–77 (chinesisch: 魚,  yú. 1972. Übersetzt von Wolf Baus, mit ergänzenden Anmerkungen des Übersetzers).
- 2022: Beinahe hin – und wieder zurück. In: Thilo Diefenbach (Hrsg.): Zwischen Himmel und Meer. Eine Anthologie taiwanischer Literaturen. iudicium Verlag, München 2022, ISBN 978-3-86205-559-3, S. 436–441 (chinesisch: 死去活來,  sǐqù huólái. 1998. Übersetzt von Thilo Diefenbach).[6]